# دفشا
دفِشا (بالإنجليزية: Dvesha) هو مصطلح بوذي وهندوسي يُترجم بمعنى "الكراهية، النفور". في الهندوسية، يُعتبر واحدًا من السموم الخمسة أو الكليشاس «kleshas».
في البوذية، يُعتبر الدفِشا (الكراهية، النفور) النقيض للراغا (الشهوة، الرغبة). إلى جانب الراغا والموها (الغموض، الوهم)، يُعتبر الدفشا واحدًا من الأمراض النفسية الثلاث التي تساهم جزئيًا في الدُّكَّا (المعاناة، الألم). كما أنه يُصنَّف كأحد "النيران الثلاثية" في الكتب البالية البوذية التي يجب إطفاؤها. رمزيًا، يُمثَّل الدفشا بواسطة ثعبان في وسط رسومات عجلة الحياة التبتية (بهافا تشاكرا). يُعرَف الدفشا، المعروف بالدوسا في البالي، في سياقات متعددة داخل تعاليم البوذية:
- أحد السموم الثلاثة (تريفيساه) ضمن تقليد الماهايانا البوذي.
- أحد الجذور الثلاثة غير الصحية ضمن تقليد ثيرافادا البوذي.

- أحد العوامل العقلية الأربعة عشر الضارة ضمن تعاليم ثيرافادا أبهيدهارما.